# Wilże
Wilże (niem. Wels See) – jezioro rynnowe w Polsce, położone w województwie zachodniopomorskim, w powiecie drawskim, w gminie Drawsko Pomorskie.
Akwen leży na Pojezierzu Drawskim, bezpośrednio przy zachodnim brzegu jeziora Lubie, około 900 metrów na południe od miejscowości Mielenko Drawskie.